# 1988年ソウルオリンピックの韓国選手団
1988年ソウルオリンピックの韓国選手団（1988ねんソウルオリンピックのかんこくせんしゅだん）は、1988年9月17日から10月2日にかけて韓国の首都のソウル特別市で開催された1988年ソウルオリンピックの韓国選手団、およびその競技結果。

## 概要
今大会は金メダル12個、銀メダル10個、銅メダル11個の合計33個のメダルを獲得した。

## メダル
| メダル | 選手名 | 競技 | 種目           |
| ------ | ------ | ---- | -------------- |
| 金     | 金載燁 | 柔道 | 男子60kg以下級 |
| 金     | 李璟根 | 柔道 | 男子65kg以下級 |
| 銅     | 趙容徹 | 柔道 | 男子95kg超級   |
| 銅     | 朴鍾勛 | 体操 | 男子跳馬       |